# Green Care
Unter dem Begriff Green Care werden all jene Aktivitäten im Zusammenhang mit physischen, psychischen, pädagogischen, oder sozialen Erhaltungs- oder Fördermaßnahmen zusammengefasst, bei denen inhaltlich Natur, Tiere oder Pflanzen zum Einsatz kommen. Bekannte Beispiele sind die tiergestützte Therapie (mit Kleintieren, Nutztieren, oder Reittieren), Care Farming und die Gartentherapie.

## Nähere begriffliche Eingrenzung
Bei „Green Care“ handelt es sich um einen Sammelausdruck für all jene Initiativen und Aktivitäten aus Wissenschaft und Praxis, die mit Hilfe von Natur, Tieren oder Pflanzen physische, psychische, pädagogische, oder soziale Verbesserungen bei bestimmten Zielgruppen bewirken möchten. Inhalt können sowohl belebte Naturelemente sein – wie etwa Tiere oder Pflanzen – oder auch unbelebte – zum Beispiel Steine oder Wasser. Ebenso können individuelle Naturelemente zum Einsatz kommen, wie auch kollektive in Form einer Landschaft, eines Gartens, Waldes, landwirtschaftlichen Betriebes oder anderer Lokalitäten. Diese positiven, beziehungsweise fördernden Aspekte sollen die Gesundheit, das Wohlergehen, und die Lebensqualität von Menschen erhalten oder sogar steigern. Je nachdem, was mit der jeweiligen Green-Care-Initiative erreicht werden soll, kann
- die körperliche Gesundheit erhalten, gesteigert oder wiederhergestellt werden, etwa durch regelmäßige Bewegung an der frischen Luft oder durch Rehabilitationsprogramme für z. B. Schlaganfall-, Verkehrsunfall- oder Adipositas-Patienten;
- die mentale Gesundheit erhalten oder gesteigert werden, zum Beispiel durch kognitives Training bei Personen mit demenzieller Erkrankung, Depression oder belastungsarme Tätigkeiten für Burn-out-Patienten;
- das soziale Wohlbefinden verbessert werden, etwa durch (Re-)Integrationsprojekte für ethnische oder medizinische Randgruppen, oder im Rahmen von kommunikationsfördernden Programmen;
- der vorhandene Lernstand von Heranwachsenden pädagogisch gefördert werden, zum Beispiel durch eine Vielzahl von Lehrprojekten für Kinder und Jugendliche zu den Themen "Pflanzen", "Tiere", "Natur", "Umwelt", oder "Nahrungsmittelproduktion". Dies gilt auch für Kinder mit ADHD oder mit einer Lernschwäche.
- eine Förderung der Kreativität und Persönlichkeitsentwicklung in künstlerischen und kunsttherapeutischen Projekten in der Natur und mit Naturmaterialien oder in Retreats mit „Green Meditation“, einem von Hilarion Petzold entwickelten Verfahren der Naturmeditation, in Gang gesetzt werden.[1]
- Initiativwerden „für die Natur“ als „caring for nature“ gefördert werden. Dies soll durch Schulung einer „komplexen Achtsamkeit“ für ökologische Probleme erfolgen, wie es neuerlich im „Green Care Manifesto“[1] gefordert worden ist, wodurch bei den Green-Care-Probanden neben dem Inanspruchnehmen der Natur die Sorge für die Natur hinzutreten soll.

Green-Care-Initiativen sprechen also abhängig von der jeweiligen Zielsetzung ein breites Publikum an. So werden Maßnahmen im Bereich der betreuten Pflege, der Rehabilitation, der (Re-)Integration, der therapeutischen und sozialen Arbeit, der Pädagogik, und der Gesundheitsvorsorge durchgeführt. Dies sowohl für Menschen mit einer medizinischen Indikation als auch für jene ohne eine solche. Auch Lebensalter, soziale Schicht, ethnische Herkunft, oder Geschlecht spielen keine Rolle. Menschen mit besonderen Bedürfnissen werden ebenso angesprochen wie ältere und pflegebedürftige Personen, Drogen- und Alkoholabhängige, sozial bedürftige Menschen, Personen mit Depressionen, Angstzuständen, Persönlichkeitsstörungen oder Lernschwierigkeiten, Burn-out-Patienten und jene, die sich nur schwer in die Gesellschaft integrieren können. Es gibt auch Initiativen mit Kindergärten auf Bauernhöfen, Schul- und Gemeinschaftsgärten sowie anderen pädagogischen Aktivitäten. Und für Menschen mit migratorischem Hintergrund, soziale Randgruppen, Häftlinge im Strafvollzug, Haftentlassene, Missbrauchsopfer, Obdachlose und Langzeitarbeitslose wird mit Green Care Aktivitäten eine (Re-)Integration in die Gesellschaft versucht.

## Wissenschaftliche Anfänge
Initiativen wie tiergestützte Therapie und Pädagogik, Gartentherapie oder auch soziale Landwirtschaft sind nicht neu und gibt es in einigen europäischen Ländern schon seit vielen Jahren und Jahrzehnten. Seit den 1980ern wurden auch vermehrt wissenschaftliche Studien zu diesen und ähnlichen praktischen Ansätzen betrieben. Rund um die Jahrtausendwende gab es dann einige internationale Konferenzen und Projekte, bei denen durch die Beteiligten angeregt wurde, sich basierend auf gemeinsamen Interessen und Zukunftsvorstellungen zusammenzuschließen. Denn obwohl die inhaltlichen und konzeptionellen Ansätze von tiergestützter Therapie, Gartentherapie, sozialer Landwirtschaft und Co. sehr unterschiedlich sein können, stoßen sie bei ihrer praktischen und wissenschaftlichen Umsetzung dennoch oftmals vor vergleichbare Probleme, haben sie doch häufig mit denselben Vorurteilen zu kämpfen und lassen sie sich durchaus durch gemeinsame Grundmotive und Zielsetzungen vereinen. Die Bildung von internationalen Netzwerken, Konferenzen und Kooperationsaktivitäten kam auf. Initiativen wie „Community of Practice – Farming for Health“ und Förderungen wie „COST Action 866“ wurden verwirklicht. COST steht für „European Cooperation in Science and Technology“ und war ein von der EU gefördertes Programm zur Vernetzung und Koordination national unterstützter Forschungsaktivitäten auf internationaler Ebene. Im Laufe dieser COST Action 866, die im Rahmen der Domäne „Food and Agriculture“ genehmigt wurde und eine Laufzeit vom 28. August 2006 bis 31. August 2010 hatte, wurde der Begriff „Green Care“ als solcher geprägt.

## Grenzen von Green Care
Green Care umfasst ein sehr breit gefächertes Gebiet. Es gibt jedoch deutliche Grenzen: So ist nicht jeder Kontakt mit der Natur automatisch Green Care. Das oben umschriebene Ziel der Erhaltung oder Steigerung physischer, psychischer, pädagogischer, oder sozialer Aspekte muss gegeben sein.
Ebenfalls essentiell erscheint die Diskussion über die Möglichkeiten der Wirkung von Green-Care-Initiativen. Fest steht, dass Green Care nicht als die ultimative Lösung aller Probleme gesehen werden kann. Denn obwohl die Einsatzmöglichkeiten sehr breit gefächert sind, gibt es Limitierungen. So hat zum Beispiel eine Person, die gegen Gräser oder Pollen hoch allergisch ist, keinen Nutzen an einer gartentherapeutischen Tätigkeit, oder wird einem Menschen mit einer Tierhaarallergie eher geschadet als genutzt, wenn er/sie tiertherapeutisch gefördert werden soll. Auch andere Einschränkungen sind festzuhalten, wie individuelle Abneigungen oder Ängste gegenüber bestimmten Naturelementen, oder der kulturelle oder auf früheren Erfahrungen beruhende Unwille, sich einer bestimmten Green-Care-Initiative anzuschließen. Es gibt auch Personengruppen, die lieber in einer gut funktionierenden geschlossenen Einrichtung betreut werden wollen, da sie keine Beziehungen zu Tieren, Pflanzen oder der Landwirtschaft entwickelt haben und dies auch nicht möchten. Andere sind in der Landwirtschaft oder mit Tieren aufgewachsen und wollen dies in ihrem Leben nicht missen. Der persönliche Wunsch der Klienten muss respektiert und keiner darf zu etwas gezwungen werden. Eine weitere Limitierung ergibt sich ganz praktisch aus dem vorhandenen Angebot, das regional oft sehr unterschiedlich sein kann.
Ein zusätzliches Problem ergibt sich dadurch, dass Green-Care-Initiativen in der Praxis noch nicht gesetzlich geregelt sind. Zwar gibt es eine Reihe von Aus- und Weiterbildungen, die absolviert werden können, jedoch kann prinzipiell jeder, der dies möchte, die eine oder andere Green Care Aktivität anbieten. Dies öffnet die Tür zur Kurpfuscherei und kann ein schlechtes Licht auf den gesamten Sektor werfen. Zudem mangelt es teilweise auch noch an den nötigen einheitlichen und ebenfalls gesetzlich geregelten Qualitäts- und Sicherheitsstandards, sodass es von den einzelnen Individuen oder Organisationen abhängt, ob und inwieweit solche eingehalten werden. Dies beginnt schon bei der Nomenklatur, etwa auch – da der Begriff des Therapeuten beispielsweise in Deutschland frei ist und keinen besonderen Schutz genießt – bei der Frage, ob "Green Care" als „Therapie“ deklariert werden darf.

## Typisierung gängiger Green-Care-Initiativen
Im Folgenden wird eine Typisierung von gängigen Green-Care-Initiativen vorgenommen.

### Green-Care-Initiativen mit Pflanzen und in der freien Natur
Die Ursprünge stammen zum Teil aus dem anglikanischen angelsächsischen Raum, zum Teil aus dem deutschen Raum, wo schon zu Beginn des 19. Jh. in den aufkommenden neuen Psychiatrien Gärten für Patienten angelegt wurden, in denen sie arbeiten oder sich auch entspannen konnten. Pioniere waren hier Johann Christian Reil (1803) oder Christian Friedrich Wilhelm Roller (1831). In der Psychiatrie in Form der psychiatrischen Gartentherapie und der Arbeitstherapie insbesondere auch seit Anfang der 1970er Jahre in Therapieeinrichtungen für Drogenabhängige wurden Garten- und Tiergestützte Therapie in Behandlungsspektrum als flankierende Maßnahme zu Psychotherapie und Soziotherapie eingesetzt, wo sie von Hilarion Petzold unter dem Begriff „Die neuen Naturtherapien“ oder als „Ökotherapie“ im Bereich der Psychotherapie bekannt gemacht wurden. Dort – etwa in Großbritannien und den USA – gibt es eine ganze Reihe von Green-Care-Initiativen mit Pflanzen, die in Deutschland, Österreich und der Schweiz (noch) nicht Fuß gefasst haben. Als Arbeitsgebiete unterschiedlicher Green-Care-Initiativen zu erwähnen sind
- die eigentliche Gartentherapie (horticultural therapy),
- die therapeutische Gärtnerei (therapeutic horticulture),
- die soziale und therapeutische Gärtnerei (social and therapeutic horticulture),
- die pflanzengestützte Gesundheits- und Krankenpflege,
- die Ökotherapie (ecotherapy)
- die Outdoorpädagogik,
- die hauptsächlich in den USA verbreiteten Formen von Natur-Therapie (nature therapy), Wildnis-Therapie (wilderness therapy) und Abenteuer-Therapie (adventure therapy),
- das breite Feld der heilenden Gärten (healing gardens) und heilenden Landschaften (healing landscapes), welches hauptsächlich in Großbritannien Verbreitung findet,
- und die hauptsächlich in Großbritannien vertretene Form von „green exercise“, welche Bewegung und Sport in der Natur umfasst.

#### Definitionen der Gartentherapie
Der Begriff stammt ursprünglich aus dem Englischen und leitet sich von der dortigen „horticultural therapy“ ab. Wobei im Englischen zwischen „horticultural therapy“, „therapeutic horticulture“, und „social and therapeutic horticulture“ unterschieden wird. Bei ersterer wird Therapie mit Pflanzen angeboten – zumeist im Rahmen eines Gartens. Bei „therapeutic horticulture“ stehen die Aktivitäten im Garten im Vordergrund, und es gibt keinen therapeutischen Aufbau. Bei der „social and therapeutic horticulture“ steht ebenfalls die gärtnerische Beschäftigung zentral, wobei daneben auch noch der soziale Austausch betont wird. Auch hier ist der therapeutische Aspekt nachrangig. Im deutschsprachigen Raum wird diese Einteilung nicht getroffen, es wird alles unter dem Sammelbegriff Gartentherapie zusammengefasst.
Auch wenn es bei einzelnen Vertretern unterschiedliche Definitionsformen gibt, so versteht man unter „horticultural therapy“ doch gemeinhin eine „professionell begleitete, klientenfokussierte Behandlungsmodalität, die gärtnerische Tätigkeiten nutzt, um spezifische therapeutische Ziele oder Ziele in der Rehabilitation zu erreichen. Der Fokus liegt auf der Maximierung sozialer, kognitiver, physischer und/oder psychischer Funktionen und/oder in der allgemeinen Steigerung der Gesundheit und des Wohlbefindens.“
Nach einer anderen Definition handelt es sich bei „horticultural therapy“ um „die Verwendung von Pflanzen als therapeutisches Mittel durch eine ausgebildete Fachperson, um bestimmte, klinisch definierte Zielsetzungen zu erreichen.“ Daraus leitet sich die gängige Definition von Gartentherapie im Deutschsprachigen Raum ab: „Gartentherapie wird von einer therapeutisch sowie botanisch und gärtnerisch qualifizierten Fachperson durchgeführt. Dabei dienen Pflanzen als therapeutische Mittel, um bei diagnostizierten Klienten/Patienten überprüfbare therapeutische Ziele zu erreichen. Der Raum, in welchem Gartentherapie stattfindet, ist in der Regel ein Garten.“
Gartentherapie wird auch zunehmend im Bereich der Psychotherapie und psychosozialen Rehabilitation eingesetzt in integrativen Ansätzen, etwa der „Integrativen Therapie“, die bei der Behandlung oder im Case Work mit verschiedenen Interventionen ein „Bündel von Maßnahmen“ zur flankierenden Behandlung in einer Psychotherapie mit dem und für den Patienten zusammenstellen. Oft wird die Gartentherapie dann auch mit der Landschaftstherapie und der Waldtherapie kombiniert eingesetzt. Die Definitionen sind in diesem klinisch-psychologischen und therapeutischen Bereich meist komplexer:
„Integrative Gartentherapie“ (IGT), auch „Integrative Garten- und Landschaftstherapie“ (IGLT) genannt, ist die auf der Grundlage des Verfahrens der „Integrativen Therapie“ als multimethodischem, biopsychosozialökologischen Ansatz durchgeführte Behandlung oder Mitbehandlung von Menschen aller Altersstufen mit garten-/landschaftstherapeutischen Methoden, d. h. gartenpraktischen Aktivitäten und Möglichkeiten des Naturerlebens im Indikationsspektrum psychischer, psychosomatischer oder psychosozialer Störungen. IGT umfasst aber auch die salutogene Förderung des Gesundheitsverhaltens und der Persönlichkeitsentwicklung in Behindertenhilfe, Rehabilitation, sozialpädagogischer Betreuung, Gesundheitsbildung u. a. m. Diese Einsatzmöglichkeiten werden von garten- und landschaftstherapeutisch fachlich begleiteten Therapie-, Trainings- und/oder Fördermaßnahmen im Kontext gärtnerischer und landschaftlicher Settings und Erfahrungsräume durch das multi-sensorische Erleben in der Natur (rezeptive Modalität) und das konkrete multi-expressive Tun (aktive Modalität) praktisch umgesetzt: durch gärtnerischen Umgang mit Pflanzen, Bäumen, Sträuchern, Böden, mit Materialien, Reisern, Matten, Steinen, Werkzeugen usw. als „Materialmedien“ oder auch Blättern und Blumen als „kreative Medien“, stets in der sozialen Kommunikation und Kooperation mit anderen, gärtnernden Menschen (Therapeuten, Gruppenmitgliedern, Projektteams, ggf. mit Tieren). … Selbst-, Fremd- und Naturwahrnehmung, dynamische Regulationskompetenz, Problemlösungsfähigkeit und alltagpraktische Lebensbewältigung, Gesundheit-Wohlbefinden-Fitness, Konzentrationsvermögen und emotionale und geistige Frische etc. werden so durch Integrative Garten- und Landschaftstherapie und angrenzende Methoden wie ‚green exercises’, ‚nature therapy’ etc. bei Kindern, Jugendlichen, Erwachsenen und alten Menschen nachhaltig gefördert.

### Green-Care-Initiativen mit Tieren
Auch hier sind die Wurzeln im anglikanischen Raum zu suchen, hauptsächlich in den USA. Deshalb findet man die weitreichendsten Definitionen heutzutage auch als Übersetzungen original-englischer Texte. Im Bereich der Green-Care-Arbeit mit Tieren sind zu unterscheiden:
- die tiergestützte Therapie mit Hunden, Pferden, Lamas, Delfinen,
- die tiergestützte Pädagogik, Therapie und soziale Arbeit mit landwirtschaftlichen Nutztieren,
- und die sonstige tiergestützte Pädagogik.

### Green-Care-Initiativen in der Landwirtschaft
Immer größere Anerkennung im Deutschsprachigen Raum finden auch Green-Care-Initiativen, die auf landwirtschaftlichen Betrieben stattfinden.
In diesem Bereich gibt es bisher noch die unschärfsten Definitionen, beziehungsweise die am meisten sich überlappenden Begrifflichkeiten, die teilweise als Synonyme verwendet werden, andererseits aber auch Unterschiede aufweisen. Prinzipiell sind im Europäischen Raum die folgenden Begriffe in Gebrauch:
- Green Care: In manchen Ländern, vor allem in den Niederlanden, aber auch Belgien, Österreich und einigen anderen Ländern wird der Begriff „Green Care“ als Synonym für jene Teilbereiche von Green Care gesetzt, die mit der Landwirtschaft zu tun haben. Beispiele für solche Angebote sind ein Kindergarten, eine Werkstätte für Menschen mit Behinderung oder ein Tageszentrum für ältere Menschen auf dem Hof.[6]
- Green Care in der Landwirtschaft (Green Care in Agriculture): hierbei handelt es sich um eine Abwandlung der obigen Begriffsgruppe, wobei eine Einschränkung – nämlich dass es sich dabei nur um Green-Care-Initiativen handelt, welche im landwirtschaftlichen Zusammenhang stehen – vorgenommen wird.
- Farming for Health: Im Jahr 2004 startete die „Community of Practice – Farming for Health“ ihren internationalen Austausch. Im Rahmen dieser Aktivitäten wurde im Jahr 2006 auch ein Buch herausgegeben, das ebenfalls den Titel „Farming for Health“ trug.[7] Danach wurde in einzelnen Ländern dieser Term vorwiegend zur Umschreibung von Green-Care-Initiativen im landwirtschaftlichen Kontext verwendet. Inzwischen ist man jedoch davon wieder abgekommen und der Begriff wird heutzutage kaum noch eingesetzt.
- Soziale Landwirtschaft (social farming): Soziale Landwirtschaft ist jener Begriff, der im deutschsprachigen Raum – vor allem in Deutschland und teilweise auch in der Schweiz – zurzeit am meisten Anwendung findet.[Anm. 5] Auch dieser Begriff kommt ursprünglich aus dem Englischen (social farming) und hat sich im Rahmen eines europaweiten Projektes etabliert, welches im Mai 2006 begann und eine Laufzeit von 30 Monaten hatte. In diesem Zusammenhang wird soziale Landwirtschaft folgendermaßen definiert: „Höfe binden therapiebedürftige und sozial benachteiligte Menschen (mit psychischen, geistigen oder körperlichen Behinderungen, Drogenrehabilitation, Langzeitarbeitslose, Emigranten, ehemalige Straffällige, Jugendliche, alte Menschen als aktive Ruheständler) zum Zweck der Rehabilitation in Arbeitsprozesse der Landwirtschaft ein, und Schul- und Kindergartenbauernhöfe machen Kindern die Rhythmen der Landwirtschaft erlebbar. Die klassischen Wirtschaftsbereiche Pflanzen- und Tierproduktion werden um pädagogisch bzw. therapeutisch wirksame Arbeitsfelder erweitert.“[Anm. 6] Die soziale Landwirtschaft wird demnach als eine Form des multifunktionalen Landbaus definiert. Hierbei werden die landwirtschaftliche Produktion, aber auch Aspekte von Gartenbau, Landschaftspflege und Naturschutz im Sinne der Beschäftigung, Therapie, und/oder Pädagogik eingesetzt. Dies ist für eine Vielzahl von Zielgruppen mit und ohne medizinische Indikation möglich.
- Care Farming: Bei Care Farming liegt im Unterschied zur Sozialen Landwirtschaft der Fokus auf den Gesundheitsleistungen der multifunktionell genutzten landwirtschaftlichen und gartenbaulichen Betriebe. Insofern ist Care Farming enger definiert als Soziale Landwirtschaft und schließt rein pädagogische Initiativen (z. B. Schule am Bauernhof), sowie solche, bei denen es ausschließlich um eine Beschäftigung geht (z. B. geschützte Arbeitsplätze für Menschen mit besonderen Bedürfnissen) aus. Der „Care“-Aspekt muss enthalten sein, um eine Care-Farming-Initiative zu sein: Die teilnehmenden Personen müssen eine medizinische Indikation haben. Eine gängige Definition von Care Farming lautet demnach: „Der Gebrauch von kommerziellen landwirtschaftlichen Betrieben und Umgebungen um die geistige und körperliche Gesundheit einer Person zu verbessern, durch normale landwirtschaftliche Tätigkeiten, […]. Durch die Landwirtschaft können für eine Vielzahl von Personengruppen die Gesundheit verbessert, und/oder soziale oder pädagogische Vorteile erzielt werden. Hierbei handelt es sich um Personen mit medizinischen oder sozialen Bedürfnissen.“[Anm. 7]
- Senioren-Wohngemeinschaften auf dem Bauernhof, Tagespflege oder betreutes Wohnen auf dem Bauernhof (teils „Seniorenhof“ bzw. „Pflegebauernhof“ genannt): In Deutschland gibt es (Stand: 2017) etwa 20 landwirtschaftliche Betriebe, die Wohnangebote oder Tagespflege für ältere Menschen anbieten.[Anm. 8] Auch zeitlich begrenzte Aufenthalte auf dem Bauernhof werden organisiert, etwa Urlaub auf dem Bauernhof mit pflege- und/oder betreuungsbedürftigen Angehörigen.[8]

In Deutschland, Österreich und der Schweiz hat sich noch keiner der Begriffe vollständig durchsetzen können. Daneben gibt es noch den Bereich der Bauernhofpädagogik. Diese richtet sich an Gruppen von Kindern und Jugendlichen – etwa Schulklassen –, um einmal oder mehrmals Zeit auf einem landwirtschaftlichen Betrieb zu verbringen. Ziel sind die Wissensvermittlung über rurales Leben und Produktionsweise sowie praxisorientierte Information über die Herstellung und Verarbeitung von Nahrungsmitteln. Ebenso können Inhalte zur Nachhaltigkeit oder erneuerbaren Energien vermittelt werden.

## Wirkung und Nutzen von Green-Care-Initiativen
Die Wirkung und der Nutzen von Green-Care-Initiativen sind in der Wissenschaft nicht unumstritten. Der genauesten wissenschaftlichen Forschung wurde bisher die tiergestützte Therapie mit Klein- und Reittieren unterzogen. Hierbei konnten in einer Vielzahl von Studien positive Effekte auf körperliche, psychische und soziale Aspekte bei unterschiedlichen Zielgruppen nachgewiesen werden. Und auch im Bereich der Arbeit mit Pflanzen sind schon einige wissenschaftliche Studien durchgeführt worden. Effektstudien zum Thema von Green Care in der Landwirtschaft gibt es bis zum heutigen Zeitpunkt noch kaum.
Allerdings muss hinzugefügt werden, dass viele Studien dem gängigen Anspruch wissenschaftlicher Arbeiten nicht oder nur mangelhaft entsprechen. Das größte Problem bildet hier das Studiendesign. Stichproben umfassen oft nur wenige Individuen, randomized controlled trial ist selten umsetzbar, und vergleichbare Kontrollgruppen sind nur schwer zu finden. Themen, welche in der Wissenschaft bis heute nur wenig Beachtung gefunden haben, sind zum einen das Wohl der in bestimmten Green-Care-Bereichen eingesetzten Tiere, und zum anderen Studien zum möglichen sozialen und wirtschaftlichen Nutzen von Green Care, welche sich dann nicht nur auf Individuen oder Personengruppen beschränken, sondern ganze Gesellschaften oder Teile davon umfassen.